# Nowyj Komar
Nowyj Komar (ukrainisch Нови́й Кома́р) ist ein Dorf in Rajon Welyka Nowosilka im Rajon Wolnowacha, Oblast Donezk, Ukraine.
Während des russisch-ukrainischen Krieges wurde die Dorf am 2. Dezember 2024 besetzt, aber schon bald am 4. Dezember befreit.
Das Dorf befindet sich am rechten Ufer des Flusses Mokri Jaly. Die Entfernung zum Rajonszentrum beträgt etwa 5 km und führt über eine lokale Straße.

## Einwohnerzahl
Nach der Volkszählung von 2001 betrug die Einwohnerzahl des Dorfes 534 Personen, von denen 8,8 % Ukrainisch und 89,89 % Russisch als ihre Muttersprache angaben.